# Активна и пасивна имунизација против беснила
Активна и пасивна имунизација против беснила или вакцинација против беснила је процес у којем организам, излаже савременим инактивисаним вакцинама против беснила за хуману употребу (код активне имунизације), или хуманом антирабичком имуноглобулина (код пасивне имунизације), након које долази до стварања антитела, која доводе до имунитета организма против Беснила. Према препорука СЗО, вакцина за активну имунизацију произведена је на култури ћелија, и са потенцијом је од најмање 2,5 I.Ј. по појединачној дози. 
Према препорукама СЗО истовремено са имунизацијом против беснила спроводи се имунизација против тетануса, у складу са правилником за имунизацију тетанусом.

## Историја имунизације против беснила
Прве истраживачке радове на беснилу почео је Луј Пастер 1880. године, иако у то време етиологија узрочника још дуго није била разјашњена. Пастер је први успео да докаже да се инфективни агенс беснила налази у мозгу и кичменој мождини оболеле животиње и да се са у лабораторији може пренети на здраве животиње. Он је то и учинио преносом беснила субдурално на кунића. Након 178 пасажа на кунићима Пастер је тако изоловао вирус чија је инкубација увек трајала шест дана, а даљим се преношењем није скраћивала. Назвао га је virus fixe. Након угинућа, кичмену мождину кунића Пастер је сушио на собној температури изнад хидроскопних кристала калијум-хидроксида, при чему се вируленција сваки дан смањивала и након 14 дана потпуно изгубила. 
Употребивши своја ранија искуства у проучавању кокошије колере и антракса да је заштита имунизацијом могућа ако се вируленција узрочника смањи, са 5% суспензијом овако сушене кичмене мождине. Након ових открића 1883. године, Пастер је са својим сарадницима Шамберланом и Руом, започео експерименталну имунизацију паса. По његовој методи, вакцина се давала сваки дан и то све јаче вируленције, односно све мање сушене изнад калијум-хидроксида. Третман се завршавао убризгавањем свеже потпуно вирулентне суспензије која би нормалним условима изазвала беснило код леком нетретиране животиње. 
Пастер је своје откриће први пут приказао 1883. године, и у њему изнео идеју да би због дуге инкубације беснила оваква имунизација могла бити могућа и код човека након уједа бесне животиње. Да би то и доказао Пастер је пред комисијом Министарства просвете извео експеримент на псима држаним заједно и изложеним уједима од бесног пса, од којих је 23 вакцинисао а 19 су послужили као контрола. После неколико недеља, на завршетку огледа, сви вакцинисани пси су остали живи а 14 невакцинисаних је угинуло.
Сва открића везана за беснило Пастер је извео у малој лабораторији као професор хемије у школи „Ecole Normale Superieure“ у улици Улм у Латинском кварту, у центру Париза, где је радио од 1857. године. Како је откриће вакцинације против беснила довело је до прилива великог броја пацијената у његову малу лабораторију, просторија је била неподесна за пријем и имунизацију, а ни сам Пастер није био лекар. Како би разрешио овај проблем са својим сарадницима Пастер је основао приватну фондацију за подизање института за вакцинацију. Пастеров институт у Паризу подигнут је 1888. године, многобројним прилозима добротвора широм света. Тако су у Европи постављени темељи имунизације против беснила.
Оригинални Пастеров метод за имунизацију против беснила користио се у Француској и њеним колонијама све до 1953. године, док је у другим државама претрпео различите модификације у циљу лакше и безбедније примене. 
- Прву модификацију урадили су Пастерови сарадници Калмет и Ру 1891. године а заснивала се на конзервирању кичмених мождина кунића у 30% глице- рину, што је омогућавало транспорт и дуже очување вируленције.
- Хеђеш Ендре Пастеров ученик и оснивач Пастеровог института у Будимпешти, 1887. увео је уместо методе сушење кичмених мождина у циљу слабљења вируса, примену различита разређења свежег нервног ткива инфицираног вирусом fixe, која се давало два пута дневно 14–20 дана. Овако припремљена вакцина давала је мањи проценат компликација, а била је и једноставнија за припрему. Његов поступак је својевремено примењиван широм света, а у Мађарској око 50 година, све до 1942. године, када је замењен Хемптовом вакцином.[5]
- Почетком 30-тих година 20. века у Новом Саду, почела је да се примењује нова метода вакцинације против беснила коју је открио др Адолф Хемпт. Наиме он је у почетку рада користио методу имунизације по Хеђешу, која је била у широкој употреби већ тридесетак година. Када је открио недостатак ове методе, који је био између осталог, да се вакцина мора припремати свежа и давати и по три недеље у инјекцијама растуће концентрације вируса. Због оваквог начина вакцинисања пацијенти су морали примати вакцину у самом заводу, па је око главне зграде Пастеровог завода у Новом Саду постојало низ Декерових барака, од којих је једна служила као азил за смештај пацијената и до три недеље, док траје вакцинација. У таквим условима рада, и због као и у другим Пастеровим заводима тог времена, губитака код вакцинисаних пацијената др Хемпт је истраживањима покушавао да побољша израду вакцине и сам поступак вакцинисања. Од средине 1925. године, мада још увек експериментишући са дозама, др Хемпт је почео да примењује потпуно инактивисану, тј. мртву вакцину, по чему је био први у свету, Данас су мртве вакцине први избор кад је вакцинација против беснила у питању. Интерес светске стручне јавности за Хемптову вакцину постепено је био све већи.
- За наставак производње вакцине после Другог светског рата, посебно је заслужан Хемптов ученик и наследник прим. др Милан Николић. Николић је са својим сарадником, доц. др Здравком Јелесићем, први у Европи изоловао вирус беснила из слепих мишева 1956. године[6]

## Облици имунизације против беснила
Имунизација (вакцинација) против беснила, може бити постекспозициона и превентивна. Оба облика имунизације регулисана су законским прописима земаља чланица СЗО, а лекари овлашћених здравствених установа дужни су да примењују вакцинацију, на основу методолошка упутства које добијају од надлежних Завода за превентивну медицин - Пастеровог завода.

## Преекспозициона имунизација
Преекспозициона вакцинација против беснила спроводи се превентивно код лица која су професионално изложена инфекцији вирусом беснила, као што су:
- Лабораторијски радници који су непосредно изложени вирусу беснила,
- Ветеринари, ветеринарски техничари, ветеринарски хигијеничари,
- Зоохигијеничари, ловочувари, шумари,
- Препаратори животиња, крзнари (лица која одвајају крзно са лешева животиња и припремају га за даљу употребу)
- Лица која професионално долазе у контакт са слепим мишевима.[8]

Препоруку је да се превентивно вакцинишу против беснила ловци и крзнари који раде са лисичијим кожама.
Начин спровођења
Преекспозициона вакцинација против беснила спроводи се давањем три појединачне дозе вакцине против беснила у делтоидни мишић, наизменично у наспрамну руку, по шеми 0, 7. и 21. дана.
Контрола квалитета имунитета након вакцинације
Контрола имунитета је обавезна код преекспозиционо потпуно вакцинисаних у периоду од две до четири недеље након последње дате дозе.
Код лабораторијских радника непосредно изложених вирусу беснила, редовна контрола имунитета спроводи се сваких шест месеци, а код осталих лица професионално изложених вирусу беснила сваких 12 месеци.
Уколико је ниво заштитних антитела мањи од 0,5 I.Ј./ml (одређен RFFIT методом), такво лице се ревакцинише једном дозом вакцине у делтоидни мишић, док се лика код којих је ниво заштитних антитела већи или једнак 0,5 I.Ј./ml (одређен RFFIT методом) не ревакцинишу.

## Постекспозициона имунизација
Постекспозициона имунизација је обавезан облик вакцинације или имунизација против беснила који се спроводи код:
- Лица које је угризла или на други начин озледила бесна или на беснило сумњива дивља или домаћа животиња;
- Лица које је угризао пас или мачка непознатог власника, који се не могу држати под десетодневним ветеринарским надзором;
- Лице које се могло заразити вирусом беснила преко слузокоже или оштећене коже:
- Лица које је угризао пас или мачка који у току десет дана од дана озледе, покажу знаке беснила, угину, буду убијени или одлутају, а беснило животиње се не може искључити лабораторијским прегледом.

Начин спровођења
Постекспозициона имунизација против беснила спроводи се одмах по утврђивању индикације, давањем пет појединачних доза вакцине против беснила у делтоидни мишић а код мале деце у антеролатерални део натколенице, убризгавањем у мишић, наизменично у супротни уд, по шеми: 0, 3, 7, 14. и 28. дана.
Истовремено са давањем прве дозе вакцине против беснила, у свим случајевима, даје се једнократно и хумани антирабијски имуноглобулин (ХРИГ) у дози од 20 I.Ј. на килограм телесне масе. ХРИГ се инфилтрује у рану и око ране, а остатак потребне количине даје се интрамускуларно у седалну регију. ХРИГ се апликује у свим случајевима, без обзира на време протекло од момента излагања вирусу беснила. Прописана количина ХРИГ-а не сме да се прекорачи. Уколико је постекспозициона имунизација започета давањем само вакцине, накнадно давање ХРИГ-а се може применити најкасније до осмог дана од започете вакцинације.
Контрола имунитета
Контрола имунитета је обавезна код постекспозиционо потпуно вакцинисаних лица у периоду од две до четири недеље након последње дате дозе, и то код:
- Лица озлеђених од животиње код које је беснило утврђено лабораторијским прегледом;
- Лица озлеђених од животиње код које је на основу анамнестичких података и ветеринарског налаза постављена сумња на беснило;
- Лица са доказаном имуносупресијом.

Уколико је ниво заштитних антитела мањи од 0.5 I.Ј./ml, (одређен RFFIT методом), лице се ревакцинише једном дозом вакцине, а лица са доказаном имуносупресијом ревакцинишу се истовременим давањем две дозе вакцине против беснила, и то у оба делтоидна мишића по једну дозу.
Уколико је ниво заштитних антитела већи или једнак 0.5 I.Ј./ml (одређен RFFIT методом), није потребна ревакцинација.
Поступак код некомплетно вакцинисаних
Код лица која су комплетно вакцинисана против беснила применом савремених вакцина против беснила са културе ћелија, у складу са препорукама СЗО, након поновно утврђене индикације, вакцинација се спроводи давањем две појединачне дозе вакцине против беснила у делтоидни мишић, по шеми 0. и 3. дана, без давања ХРИГ-а. Контрола имунитета код лица ових лица врши се као и обавезна контрола имунитета код постекспозиционо потпуно имунизованих лица.
Код лица која су некомплетно вакцинисана, или код којих не постоји документација о вакцинацији, или код којих постоји доказана имуносупресија, након поновно утврђене индикације за имунизацију, спроводи се комплетна активна и пасивна имунизација у складу са препорукама СЗО.

## Складиштење и стабилност вакцине
Антирабичне вакцине морају се чувати на температури између + 2 °C и + 5 °C (другим речима у фрижидеру, избегавајући замрзавање). Једном отворену, вакцину треба одмах употребити.
Рокови трајања
- Рок трајања вакцине је пет месеци од датума контроле.
- Рок трајања хуманог антирабијског имуноглобулина (ХРИГ) који се продаје у земљама Европе је 24 и 36 месеци (у зависности од произвођача).